# 優しいおしおき おやすみ、ご主人様
『優しいおしおき おやすみ、ご主人様』（やさしいおしおき おやすみごしゅじんさま）は、石川欣監督の日本映画。

## 概要
石川欣にとって32年ぶりとなるピンク映画作品（石川欣名義での映画監督作品）。声をかけた髙原秀和にとって初のプロデュース作品。石川は32年ぶりのピンクというより「敵のOP映画」に新人の気持ちで挑んだ作品としている。
『たわわな気持ち』での演技が評価されたあけみみうが劇場映画初ヒロイン役を務める。
2020年4月24日劇場公開予定であったが新型コロナウイルス感染拡大につき、公開延期。のちに6月26日公開が発表された。劇中には下赤塚駅が登場するなど、板橋区東武東上線周辺で撮影が行われている。
2021年3月6日(2021年3月5日深夜)から、日本映画専門チャンネルで放送開始される。
2021年5月、スターボードよりDVD発売。

## ストーリー
いつもイライラしている中年オヤジ・ヒロシ。現在は無職だが、頭の回転はいい元エリートサラリーマン。起死回生として芥川賞作家を夢見るヒロシは、谷川潤一郎の影響を受け「周囲の人物に役柄を演じさせ、その体験をしたためる」試みを行っていく。彼女の由美には若い男を誘惑させ関係を持たせ「NTR」（ネトラレ）を実体験。本当に自分の元から去ってしまうのではないかと身悶えする状況に興奮する。こうして周囲との精神的なSM関係が始まった。

## 登場人物
ひなこ
演 ‐ あけみみう
彼氏の生活を支えるフリーター。通称・マゾひな。ヒロシとは上司部下の関係で出会い、セクハラされる不倫関係にあった。ヒロシの夢をかなえるため、他の男を誘惑する。かつてはヒロシの愛人として定期的に金銭をもらって交際していたが、現在は養う関係となっている。すぐに眠くなる性分。
基本設定は脚本・監督の石川によるものだが、愛くるしさとひょうひょうさを併せ持つキャラクター性はあけみの提案によるもの。「とんでくとんでく」など重ね言葉を重用するのは以前石川が交際した女性の口癖から取られている。
ヒロシ
演 ‐ 重松隆志
ひなこの以前の勤め先の元上司で失業中の中年男性。いわゆるヒモ。ひなこと出会う前はエリートサラリーマンだったがひなことの不倫と横領で身を持ち崩し、一発逆転の作家転身を狙う。かつてはパワハラ・セクハラ上等の上司だった。愛称はヒロポン、ご主人様。
実生活での経験を小説にするため、亀甲縛りや女装も行うが、基本的には傲慢でサディスティックな性格。
脚本・監督の石川自身を投影したキャラクターで「どうしようもないバカ」。石川は「ひなこを受け入れる感性」が彼のひとつのいいところと解説している。
美代
演 ‐ 並木塔子
ヒロシの元妻。ヒロシをダメンズ呼ばわりし縁を切る。ヒロシはひなこのことを遊びだと説明しており、まだ関係性は続いるような描写もある。
カズヤ
演 ‐ 吉田憲明
焼き鳥屋の店員。愛称:焼き鳥。ヒロシたちが足げく通う居酒屋の店員で、夢はアメリカに行ってロックスターになること。
隣家の女
演 ‐ 明望萌衣
ひなこ・ヒロシ家のマンションの隣人。ひなこによく自転車を借りられている。
隣家の男
演 ‐ 安藤ヒロキオ
ひなこ・ヒロシの隣人。セックス時は絶叫する。

## スタッフ
- 監督・脚本・編集：石川欣
- プロデューサー：髙原秀和
- 撮影監督：田宮健彦
- 撮影助手：末吉真
- 録音：田中仁志
- 助監督：森山茂雄、菊嶌稔章
- 挿入曲・演奏・歌：石川欣[6]
- スチール：本田あきら
- 協力：下山天、末永賢、宍戸英紀、多和田久美、高橋祐太、木原伸夫、居酒屋タコピー[6]
- 仕上げ：東映ラボ・テック
- 制作プロダクション：ラブパンク
- 配給・提供：オーピー映画

## 受賞

### ピンク映画ベストテン2020
- 監督賞：石川欣[8]
- 助演女優賞：並木塔子[8]
- 桃熊脚本賞：石川欣[8]
- 桃熊主演女優賞：あけみみう[8]

### 2020年度ぴんくりんく女優賞
- 最優秀新人女優賞：あけみみう[9]。